# Vụ án hành hạ bé gái 8 tuổi năm 2021
Vụ án hành hạ bé gái 8 tuổi năm 2021 là một vụ án hình sự về tội giết người tại Việt Nam vào ngày 22 tháng 12 năm 2021 xảy ra ở quận Bình Thạnh, Thành phố Hồ Chí Minh. Đây là vụ án được sự quan tâm của đông đảo người dân trên cả nước khi mang tính chất dã man, hành hạ trẻ em với chủ mưu của vụ án là Nguyễn Võ Quỳnh Trang và đồng phạm là Nguyễn Kim Trung Thái. Thái là cha ruột và Trang là mẹ kế của nạn nhân.

## Nội dung vụ án

### Bối cảnh
Nguyễn Thái Vân An (sinh năm 2013, 8 tuổi) là con ruột của Nguyễn Kim Trung Thái và chị Nguyễn Thị Hạnh. Tháng 8 năm 2020, Thái và chị Hạnh ly hôn. Thái được Tòa án nhân dân Quận 1 giao quyền chăm sóc, nuôi dưỡng Vân An.
Khoảng tháng 9 năm 2020, Nguyễn Võ Quỳnh Trang đến chung sống với Thái tại căn hộ ở chung cư Saigon Pearl. Vân An cũng ở cùng với Thái và Trang từ thời điểm này. Khoảng tháng 10 năm 2021, do tình hình dịch bệnh COVID-19 nên Vân An học trực tuyến tại nhà, Thái giao cho Trang ở nhà chăm sóc và dạy kèm Vân An.

### Diễn biến
Vào lúc 19 giờ 43 phút ngày 22 tháng 12 năm 2021, Bệnh viện Vinmec Central Park đã ghi nhận một trường hợp cấp cứu trong tình trạng hôn mê, ngưng tim, ngưng thở.
Qua kiểm tra sơ bộ ghi nhận trên cơ thể nạn nhân có nhiều vết bầm tím lớn ở mông, đùi, hông, lưng, mưng mủ vùng vai trái, trên thái dương phải có vết thương khoảng 2 cm nghi đã được khâu trước đó và đã lành. Công an xác định Vân An ở với cha ruột là Nguyễn Kim Trung Thái và Nguyễn Võ Quỳnh Trang tại căn hộ chung cư Saigon Pearl (92, Nguyễn Hữu Cảnh, phường 22, quận Bình Thạnh) từ tháng 6 năm 2020 tới thời điểm xảy ra vụ án.
Trong quá trình sống chung, từ ngày 7 tháng 12 năm 2021 đến 22 tháng 12 năm 2021, Trang rất nhiều lần dùng tay, chân, cây gỗ, roi, cây kim loại (ống nối của máy hút bụi) đánh đập, hành hạ dã man nạn nhân bằng nhiều cách thức khác nhau, trong nhiều ngày, nhiều giờ. Ngoài ra, nạn nhân còn bị hành hạ trong tình trạng không mặc quần áo, quỳ gối và giơ hai tay lên cao, bắt nạn nhân chui vào chuồng chó nhốt cùng với chó, quỳ gối trong chuồng chó...
Thái nhiều lần nhìn trực tiếp và chứng kiến Trang đánh con mình nhưng không can ngăn, mà còn nhiều lần cầm cây cùng Trang la mắng, đánh đập và hành hạ Vân An.
Đến khoảng 18 giờ ngày 22 tháng 12 năm 2021, Vân An vào phòng ngủ, bị nôn ói, Trang phát hiện nên gọi điện cho Thái về nhà sơ cứu và cùng bảo vệ chung cư đưa An vào Bệnh viện Vinmec cấp cứu, sau đó nạn nhân đã tử vong. Khi biết hành vi phạm tội của Trang, Thái đã xóa tất cả dữ liệu camera của căn hộ nhằm che giấu cho Trang.
Khám nghiệm tử thi xác định nguyên nhân sơ bộ tử vong do phù phổi cấp, cơ thể có nhiều tổn thương bầm tụ máu. Phẫu thuật tử thi xác định Vân An tổn thương vùng ngực, bụng: gãy khung bên xương sườn 2, 3, 4 phía phải, tụ máu nhẹ tại ổ gãy; vùng đầu: tụ máu dưới da trán đỉnh phải, não phù nhẹ.

## Xét xử

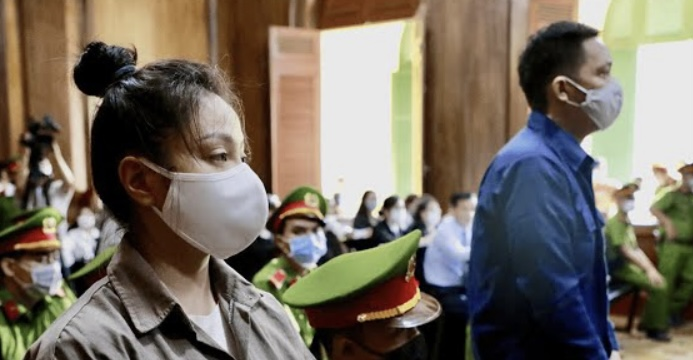
Nguyễn Võ Quỳnh Trang (bên trái) và Nguyễn Kim Trung thái (bên phải) đang xét xử sơ thẩm tại toà

Ngày 23 tháng 12 năm 2021, cơ quan điều tra đã ra quyết định bắt giữ người  trong trường hợp khẩn cấp đối với Nguyễn Võ Quỳnh Trang về hành vi "hành hạ người khác". Ngày 28 tháng 12 năm 2021, Trang đã bị khởi tố vụ án, khởi tố bị can, bắt tạm giam 2 tháng theo điều 140 BLHS hiện hành. Tối ngày 1 tháng 1 năm 2022, do tính chất nghiêm trọng, đặc biệt nghiêm trọng, Cơ quan cảnh sát điều tra Công an quận Bình Thạnh đã chuyển toàn bộ hồ sơ vụ án lên Cơ quan cảnh sát điều tra Công an TP. Hồ Chí Minh, tiếp tục điều tra xử lý. Đến sáng ngày 5 tháng 1 năm 2022, Cơ quan cảnh sát điều tra Công an TP. Hồ Chí Minh thông tin đã ra quyết định bổ sung quyết định khởi tố vụ án tội "giết người" (điều 123 Bộ luật hình sự), khởi tố vụ án tội "che giấu tội phạm" (điều 389 Bộ luật hình sự).
Ngày 22 tháng 4 năm 2022, Trung Thái được xác định có liên quan đến vụ án. Cơ quan điều tra Công an TP. Hồ Chí Minh có đủ cơ sở kết luận Nguyễn Võ Quỳnh Trang đã phạm tội “giết người” và “hành hạ người khác”, được quy định tại Điều 123, Điều 140 Bộ Luật Hình sự; Nguyễn Kim Trung Thái đã phạm tội “hành hạ người khác” và “che giấu tội phạm”, được quy định tại Điều 140, Điều 389 Bộ Luật hình sự. Đến ngày 4 tháng 5, viện kiểm soát nhân dân TP.HCM (VKS) đã hoàn tất cáo trạng truy tố 2 bị can. Trước 2 ngày vụ án được xét xử, luật sư đề nghị khởi tố bị can Nguyễn Kim Trung Thái về tội “giết người” với vai trò đồng phạm. Trước đó khoảng một tuần, vụ án được Tòa án Nhân dân (TAND) TP.HCM xác nhận sẽ xét xử công khai.
Sáng ngày 21 tháng 7 năm 2022, TAND TP. HCM xử sơ thẩm tuyên trả hồ sơ điều tra bổ đối với vụ án. Theo Hội đồng xét xử (HĐXX), căn cứ bộ luật Tố tụng hình sự, việc xác định thương tích, tính chất, mức độ tổn hại sức khỏe là trường hợp bắt buộc phải trưng cầu giám định. HĐXX yêu cầu giám định tỷ lệ thương tích của bé Vân An vào các ngày 7, 10, 11 và 12 tháng 12 năm 2021. Phiên tòa sau đó đã bị trì hoãn để giám định lại tội danh của Trung Thái từ "hành hạ người khác" sang "giết người". Ngày 13 tháng 9 năm 2022, kết luận điều tra bổ sung của tòa án vẫn giữ nguyên quan điểm đề nghị truy tố người cha về tội “hành hạ người khác” và “che giấu tội phạm”. Tại đây, các luật sư cũng kiến nghị thay đổi thẩm quyền xét xử sang toà hình sự.
Sang ngày 25 tháng 11 năm 2022, Tòa án nhân dân Thành phố Hồ Chí Minh xét xử sơ thẩm Nguyễn Võ Quỳnh Trang về tội “giết người” và “hành hạ người khác”. Trong khi đó, Nguyễn Kim Trung Thái bị truy tố tội “hành hạ người khác” và “che giấu tội phạm”. Trang bị tuyên án tử hình và 8 năm tù đối với Thái. Vào ngày 16 tháng 12 năm 2022, sau 3 tuần tuyên án, Tòa án nhân dân Thành phố Hồ Chí Minh đã nhận được đơn kháng cáo của luật sư Nguyễn Anh Thơm (bên bị hại) và bị cáo Nguyễn Võ Quỳnh Trang. Cụ thể, đơn kháng cáo của luật sư Thơm yêu cầu thay đổi tội danh thành "giết người" đối với Nguyễn Kim Trung Thái, và luật sư của Trang có đơn kháng cáo xin giảm nhẹ hình phạt. Sáng ngày 17 tháng 11 năm 2023, Nguyễn Võ Quỳnh Trang được chuyển từ trại giam Thành phố Hồ Chí Minh sang tỉnh Bình Dương, thi hành án tử hình bằng xử bắn.

## Lời khai

### Nguyễn Võ Quỳnh Trang
Tại cơ quan điều tra, Trang khai trong quá trình dạy học, do bực tức việc Vân An chậm hiểu bài nên đã lớn tiếng la mắng và dùng cây gỗ đánh, dùng chân đá. Ngoài ra, Trang còn khai trước đó cũng nhiều lần dùng roi mây đánh và la mắng nạn nhân trong lúc dạy học.

### Nguyễn Kim Trung Thái
Thái cho biết bản thân có biết cô Trang dùng roi mây, sau này là dùng cây đánh Vân An. Quá trình sinh hoạt, anh có thấy vết bầm tím và nghe An bảo rất sợ mẹ, nhưng anh lại đồng tình với các biện pháp như vậy, không có những hành động quyết liệt để bảo vệ con hoặc cản trở cô Trang thực hiện biện pháp dạy con mình như vậy. Vào ngày xảy ra vụ án, Thái khai đi làm, không chứng kiến Trang đánh con. Khi về nhà, thấy con ngất lịm, Thái làm những động tác sơ cứu nhưng cảm nhận con không còn phản xạ nên đưa đi bệnh viện.

### Người giúp việc
Khi Trang đến căn hộ của Thái cùng chung sống thì một người giúp việc cũng được Thái thuê về căn hộ trên để giúp việc cho gia đình. Làm được 3 tháng thì bà này đã bị cho nghỉ việc. Theo người giúp việc, lý do là do Thái và Trang cấm bé An không được gặp mẹ ruột.

## Phản ứng

### Chính quyền địa phương
Chiều ngày 28 tháng 12 năm 2021, Phó Chủ tịch UBND Thành phố Hồ Chí Minh Dương Anh Đức yêu cầu Công an Thành phố phối hợp cùng các đơn vị liên quan khẩn trương điều tra làm rõ và xử lý nghiêm vụ mẹ kế hành hạ cháu bé 8 tuổi tử vong.

### Tổ chức
Ngày 29 tháng 12 năm 2021, bà Rana Flowers, Trưởng đại diện Quỹ Nhi đồng Liên Hợp Quốc tại Việt Nam, bày tỏ sự đau buồn và quan ngại sâu sắc về việc bé gái tử vong do bạo lực của người mà lẽ ra bé có thể tin tưởng và có thể bảo vệ bé. Các vụ xâm hại trẻ em ngày càng gia tăng, thậm chí còn tăng nhiều hơn trong thời gian phong tỏa vì COVID-19, báo hiệu nhu cầu cấp bách cần có các giải pháp mạnh mẽ hơn.

### Xã hội
Ngày 30 tháng 12 năm 2021, hơn 1 tuần sau vụ việc, nhiều người dân đã tổ chức tụ tập, căng băng rôn biểu tình phản đối vụ bạo hành, kêu gọi đòi lại công lý cho nạn nhân. Nhiều người cũng đặt vòng hoa, di ảnh và nến để tưởng niệm nạn nhân. Sự việc diễn ra trong ôn hòa, công an có mặt hỗ trợ bảo vệ an ninh. Phía chung cư Saigon Pearl cũng không có động thái can thiệp. Đại diện ban quản lý từ chối đưa ra phản hồi về vụ việc trên.
Từ sau cái chết của Vân An, nhiều hội nhóm dành riêng cho dân chung cư cũng được lập ra bày tỏ niềm tiếc thương cho sự ra đi của bé gái xấu số. Trong group chat của cư dân Masteri Thảo Điền, mọi người chia sẻ nhau link của nhóm "Đòi lại công bằng cho bé Vân An" để kêu gọi mọi người góp tiếng nói.
Họ lan truyền các bài viết trên mạng xã hội kèm theo hashtag #justiceforan để mong pháp luật xử lý thích đáng với bị can Nguyễn Võ Quỳnh Trang và ông Thái (bố bé Vân An), kêu gọi mọi người lên tiếng trước những hành vi bạo lực, xâm hại trẻ em.
Một số nhóm chat của cư dân còn kêu gọi nhau gửi phán ánh tới Cổng thông tin điện tử Chính phủ và nhiều tổ chức bảo vệ trẻ em khác. Đồng thời, họ thu thập chữ ký trên các diễn đàn với mong muốn đòi công bằng cho bé Vân An, làm rõ vai trò của người bố nạn nhân. Vụ việc nhận được sự quan tâm, hưởng ứng mạnh mẽ từ dư luận và những nhân vật có tầm ảnh hưởng tại Việt Nam, trong bối cảnh tình trạng bạo hành trẻ em tại Việt Nam có chiều hướng gia tăng.